# Poltergeist 2
Pour les articles homonymes, voir Poltergeist (homonymie).
Série Poltergeist
Poltergeist
(1982) Poltergeist 3
(1988)
Pour plus de détails, voir Fiche technique et Distribution.
Poltergeist 2 ou Poltergeist II : L'autre côté au Québec (Poltergeist II: The Other Side) est un film d'horreur américain de Brian Gibson, sorti en 1986.
Il s'agit de la suite du film Poltergeist (1982). Il sera suivi de Poltergeist 3 en 1988.
Le film suit la famille Freeling qui doit de nouveau lutter contre un esprit malin, qui tente de s'emparer de leur fille, Carol-Anne. Ce nouvel opus développe l'histoire ébauchée dans le premier film, expliquant notamment l'origine des perturbations paranormales survenues dans Poltergeist.

## Synopsis
Un an après, Cuesta Verde, le quartier de la famille Freeling, est évacué et transformé en une zone de fouilles archéologiques centrée autour de l'endroit où la maison des Freeling a explosé. Les fouilles conduisent à la découverte d'une grotte souterraine. Son existence est révélée à Tangina Barrons (Zelda Rubinstein), qui prévient un de ses amis, Taylor (Will Sampson), un chaman Amérindien. Après avoir enquêté sur la grotte, Taylor se rend compte que le Révérend Henry Kane (Julian Beck), un ancien pasteur, a localisé Carol-Anne.
La famille Freeling — Steven (Craig T. Nelson), Diane (JoBeth Williams), Robbie (Oliver Robins), et Carol-Anne (Heather O'Rourke) — a déménagé à Phoenix, en Arizona, et vit maintenant avec la mère de Diane, Mamie Jess (Geraldine Fitzgerald). Ayant perdu son permis d'agent immobilier, Steven est contraint de vendre des aspirateurs en porte-à-porte et de déposer des demandes d'assurance pour couvrir les dommages causés à leur ancienne maison. Mamie Jess est très clairvoyante, et dit que Diane et Carol-Anne le sont également. Mamie Jess meurt à la suite de causes naturelles, après avoir déclaré à sa fille Diane une dernière fois qu'elle sera toujours là si elle a besoin d'elle.
Taylor leur rend visite alors que Kane commence son premier assaut sur la maison. Dans l'impossibilité d'obtenir Carol-Anne à travers la télévision (la famille a supprimé tous les téléviseurs de la maison), Kane est obligé de trouver une autre façon, cette fois à travers le téléphone en plastique de Carol-Anne. L'attaque échoue, et la famille sort de la maison rapidement. Taylor se présente et les convainc que fuir serait une perte de temps puisque Kane saurait les retrouver. La famille revient donc à la maison, pour le moment sécurisée par Taylor.
Kane se présente à la maison un jour sous une forme humaine et demande à entrer, mais Steven lui tient tête et refuse. Taylor le félicite pour résister face à Kane, puis emmène Steven dans le désert et lui donne le Power of Smoke, un esprit autochtone qui peut repousser Kane. Tangina se présente à la maison et aide Diane à comprendre l'histoire de Kane et comment il est devenu la bête qui traque maintenant la famille. Kane a conduit ses disciples dans la grotte parce qu'il croyait que la fin du monde allait arriver, puis les a laissés mourir. Désespéré, Kane est devenu un monstre après cet événement. Taylor avertit la famille que Kane est extrêmement intelligent et va essayer de les séparer. La Bête décide alors de s'en prendre à Robbie : les fils de son appareil dentaire s'animent et tentent de l'étouffer.
Une nuit, Steven baisse la garde et se saoule, avalant un ver Mezcal, possédé par Kane. Il attaque Diane et tente de la violer. Steven vomit alors le ver possédé par Kane, qui s'est transformé en un énorme monstre tentaculaire. Sous cette forme, Kane attaque Steven, mais Steven utilise l'esprit de la fumée pour le maîtriser. Cette fois, la famille décide d'affronter la Bête sur son propre terrain, l'autre côté.
Les Freeling reviennent à Cuesta Verde et entrent dans la caverne en dessous de leur ancienne maison, où Kane attire Diane et Carol-Anne de l'autre côté. Steven et Robbie tentent de les retenir mais sont attirés à leur tour. De l'autre côté, Steven, Diane, Robbie, et Carol-Anne se rejoignent, mais Kane saisit Carol-Anne. Taylor glisse une lance envoûtée dans les mains de Steven, et Steven poignarde Kane, détruisant le monstre et le faisant tomber dans l'au-delà. Carol-Anne manque de se faire emporter dans l'au-delà avec Kane, mais l'esprit de Grand-mère Jess apparaît et la ramène à sa famille.

## Fiche technique
Sauf indication contraire, les informations mentionnées dans cette section peuvent être confirmées par la base de données cinématographiques IMDb,  présente dans la section « Liens externes ».
- Titre original : Poltergeist II: The Other Side
- Titre français : Poltergeist 2
- Titre québécois : Poltergeist II : L'autre côté
- Réalisation : Brian Gibson
- Scénario : Michael Grais et Mark Victor
- Musique : Jerry Goldsmith
- Direction artistique : Ted Haworth et George R. Nelson
- Costumes : April Ferry
- Photographie : Andrew Laszlo
- Montage : Thom Noble et Bud S. Smith
- Production : Michael Grais et Mark Victor
  - Producteur délégué : Freddie Fields
  - Productrice associée : Lynn Arost
- Sociétés de production : Metro-Goldwyn-Mayer (MGM) et Freddie Fields Productions
- Sociétés de distribution : Metro-Goldwyn-Mayer (MGM)
- Budget : 19 000 000 $ (USD) (estimation)
- Pays d'origine :  États-Unis
- Langue originale : Anglais
- Format : couleur Metrocolor - 35 mm - 2.39:1 - son Dolby Stéréo |
- Genre : Epouvante-Horreur
- Durée : 91 minutes
- Dates de sortie[2] :
  -  États-Unis : 23 mai 1986
  -  France : 20 août 1986
- Classification : Interdit aux moins de 12 ans en France[3]
- Classification (MPAA)[4] : PG-13 (Accord parental recommandé, film déconseillé aux moins de 13 ans)

## Distribution
- Craig T. Nelson (VF : Bernard Woringer) : Steve Freeling
- JoBeth Williams (VF : Béatrice Delfe) : Diane Freeling
- Heather O'Rourke (VF : Barbara Tissier) : Carol-Anne Freeling
- Zelda Rubinstein (VF : Monique Thierry) : Tangina Barrons
- Oliver Robins (VF : Jackie Berger) : Robbie Freeling
- Julian Beck (VF : René Bériard) : le révérend Henry Kane
- Will Sampson (VF : Georges Atlas) : Taylor
- Geraldine Fitzgerald (VF : Monique Mélinand) : grand-mère Jess
- Robert Lesser : la victime de Kane

## Production
Dana, la fille aînée dans le premier film interprétée par Dominique Dunne, devait initialement être à l'université dans l'intrigue du deuxième film. Cependant, cette scène n'a pas été tournée, car Dominique Dunne a été assassinée par son ex-petit ami peu de temps après la sortie du premier film.
Le tournage principal a commencé le 23 mai 1985. Le film devait être tourné en 3D. Plusieurs scènes, telles que l'apparition de la Bête et la scène de la tronçonneuse ont été spécialement filmées pour la 3D.
Plusieurs scènes qui sont apparues dans des affiches promotionnelles ont été supprimées dans le film, y compris celle dans laquelle Tangina affronte Kane quand il essaie d'entrer dans la maison, et une autre dans laquelle Steven et Diane voient le grille-pain voler dans la cuisine lors de la scène du déjeuner.
L'artiste surréaliste suisse H. R. Giger a été approché par la Metro-Goldwyn-Mayer pour créer plusieurs modèles pour le film. Comme Giger ne voulait pas quitter Zurich pendant longtemps, son collègue Cornelius De Fries a été embauché pour représenter Giger au studio pendant la production. Giger a finalement été déçu par le résultat final, en attribuant plus tard l'échec à son absence : « Quand les films sont sortis par la suite je me suis dit “Oh merde.” Mais je ne pouvais pas changer », a déclaré Giger. « Il n'y avait pas assez de temps. Donc je pensais que c'était la mauvaise façon de travailler. Si vous travaillez sur un film, il faut être là tout le temps et de toujours être attentif à ce qu'ils font sinon ils font ce qu'ils veulent ». Seulement deux des conceptions de Giger apparaissent dans le montage final du film, y compris celle de « la Bête » de Kane.
Après la mort de l'acteur Julian Beck, quelques mois après la fin du tournage, la voix de Corey Burton est rajoutée en postproduction pour remplacer celle de Julian Beck.

## Musique
La musique pour Poltergeist 2 est composée et dirigée par Jerry Goldsmith, déjà à l’œuvre pour le premier film. Bien que Carol Anne's Theme est de retour, les morceaux pour l'autre côté sont constitués de nouveaux éléments orchestraux traditionnels accompagnés avec de nouveaux sons électroniques. La bande originale a été publiée quatre fois : par Varèse Sarabande en 1986, Intrada Records en 1993, une édition Deluxe par Varèse Sarabande en 2003, et un ensemble de 2 CD de Kritzerland en 2013.

## Accueil
Bien qu'il ait été un succès financier, Poltergeist 2 a déçu par rapport à son prédécesseur.

### Box-office et recettes
| Pays ou région            | Box-office          | Date d'arrêt du box-office    | Nombre de semaines |
| ------------------------- | ------------------- | ----------------------------- | ------------------ |
| États-Unis (1er Week-end) | 12 357 190 $ (USD). | du 23 mai 1986 au 25 mai 1986 | -                  |
| États-Unis                | 40 996 665 $ (USD)  | 6 juillet 1986                | 7                  |
| France                    | 412 184 entrées.    | -                             | -                  |
| Total mondial             | 40 996 665 $ (USD)  | -                             | -                  |

## Sortie DVD
MGM a sorti Poltergeist 2 en DVD pour la première fois le 26 août 2003 dans une double collection avec Poltergeist 3. Le 13 septembre 2011, MGM a sorti le film en Blu-ray.
MGM a également sorti une autre versionPoltergeist 2 en DVD en 2007 . Avec les langues Anglais, Français, Allemand, Italien, Espagnole avec une dizaine de sous-titres . Aucun bonus de disponible . Son Dolby Suround .
Il est sorti au Royaume-Uni le 23 octobre 2000 et en Australie le 1er septembre 2006.

## Novélisation
Une novélisation en roman, intitulée Poltergeist II: The Other Side, a été écrite par James Kahn et publiée par Ballantine Books en 1986. La couverture présente une image similaire à l'affiche du film.